# 통밀빵
통밀빵은 통밀이나 거의 통밀으로 만드는 빵의 종류이다. 갈색빵의 종류 중 하나이기도 하다. 통밀빵의 몇몇 종류는 밀가루나 밀 알갱이들로 덮여 있다.
통밀빵의 종류는 나라별로 나뉘며 한 나라에 여러 종류의 통밀빵이 존재하기도 한다. 어떤 통밀빵은 밀의 모든 부분을 빻은 밀가루로 만들어지지만 어떤 통밀빵은 밀기울과 밀눈만을 포함한 밀가루로 만들어진다. 캐나다에서는 빵의 산패를 막기 위해 밀눈을 빼기도 하지만 여전히 "통밀빵"이라는 명칭이 쓰이고 있다.

## 같이 보기
- 빵 목록
- 통밀
- 갈색빵
- 밀기울